# Greci (Italia)
Greci (en arbëreshë, Katundi)  es una comuna italiana de 792 habitantes de la Provincia de Avellino en Campania.

## Geografía

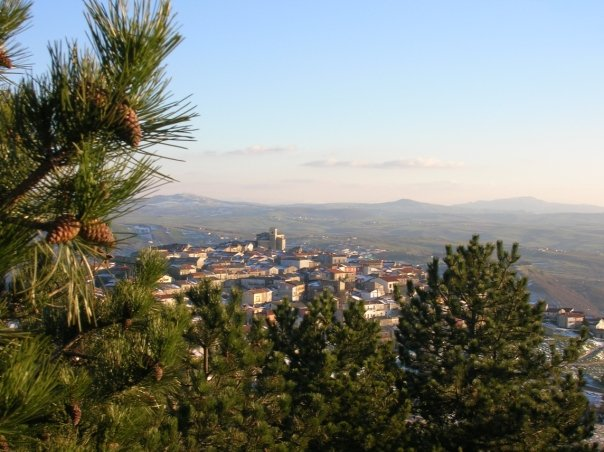
Paisaje de Greci.

## Demografía
| Gráfica de evolución demográfica de Greci entre 1861 y 2001 |
|                                                             |
| Fuente ISTAT - elaboración gráfica de Wikipedia             |